# Jan Kysela (právník)
Jan Kysela (* 15. září 1974) je český ústavní právník a odborník v oboru státovědy a politologie. Působí na Právnické fakultě Univerzity Karlovy jako vedoucí Katedry politologie a sociologie. Zabývá se především ústavními systémy a obecnou státovědou.

## Biografie

### Studium
Jan Kysela absolvoval Právnickou fakultu Univerzity Karlovy v roce 1998. Ve své diplomové práci K problematice práva na odpor a občanské neposlušnosti se zabýval souhrnným zpracováním daného tématu. Této problematice se dále věnoval i v rámci doktorského studia, které zakončil v roce 2001. V roce 2006 dokončil habilitaci na Fakultě sociálních věd Univerzity Karlovy s prací Dvoukomorové systémy. Teorie, historie a srovnání dvoukomorových parlamentů. Dne 12. října 2016 mu byl AV ČR udělen titul doktora věd (DSc.). V roce 2017 byl jmenován na návrh Vědecké rady Univerzity Karlovy profesorem v oboru Ústavní právo a státověda.

### Pedagogická činnost
Působí na Právnické fakultě Univerzity Karlovy jako vedoucí Katedry politologie a sociologie. Vyučuje semináře státovědy a politologie, a je rovněž garantem několika volitelných a povinně volitelných předmětů z různých oborů práva a právní praxe.

### Další profesní působení
Kromě pedagogické činnosti se věnuje práci pro Stálou komisi Senátu Parlamentu ČR pro Ústavu České republiky a parlamentní procedury. Je také členem pracovní komise Legislativní rady vlády pro veřejné právo I – komise pro správní právo č. 1 a členem rozkladové komise Ministerstva školství, mládeže a tělovýchovy. Je autorem návrhu tzv. stykového zákona.
Zabývá se publikační činností a editací sborníků s ústavněprávní tematikou. Jako ústavní expert je často konzultován médii i Parlamentem České republiky. Získal také ocenění Právník roku 2015 v kategorii Občanská a lidská práva a právo ústavní.
V dubnu 2023 se stal poradcem Petra Pavla v oblasti ústavního práva.

## Vydané publikace

### Autor
- KYSELA, J.: Senát Parlamentu České republiky v historickém a mezinárodním kontextu. Příspěvek ke studiu dvoukomorových soustav. Brno: Doplněk, 2. vyd. 2006.
- KYSELA, J.: Dvoukomorové systémy. Teorie, historie a srovnání dvoukomorových parlamentů. Praha: Eurolex Bohemia, 2004.
- KYSELA, J.: Zákonodárství bez parlamentů. Delegace a substituce zákonodárné pravomoci. Praha: Právnická fakulta UK, 2006.
- KYSELA, J.: Právo na odpor a občanskou neposlušnost. Brno: Doplněk, 2. vyd. 2006.
- KYSELA, J.: Ústava mezi právem a politikou: Úvod do ústavní teorie. Praha: Leges, 2014.

### Spoluautor
- KYSELA, J., ONDŘEJKOVÁ, J. a kol.: Jak se píše o soudech a soudcích, Praha: Leges, 2013

### Editované sborníky
- GERLOCH, A., KYSELA, J.: Tvorba práva v České republice po vstupu do Evropské unie, Praha: ASPI, 2007
- GERLOCH, A., KYSELA, J. a kol.: 20 let Ústavy České republiky – Ohlédnutí zpět a pohled vpřed, Plzeň: Vydavatelství a nakladatelství Aleš Čeněk, 2013
- KYSELA, J.: Parlamenty a jejich funkce v 21. století, Sborník příspěvků k 10. výročí ustavení Senátu Parlamentu České republiky, Praha: Eurolex Bohemia, 2006
- KYSELA, J.: Deset let Ústavy České republiky: východiska, stav, perspektivy: sborník příspěvků, Praha: Eurolex Bohemia, 2003

Spoluautor dalších knih a sborníků, autor několika desítek článků z ústavního práva, ústavní teorie a politické vědy.